# Plectrophenax
A Plectrophenax a madarak osztályának verébalakúak (Passeriformes) rendjébe és a sarkantyússármány-félék (Calcariidae) családjába tartozó nem.

## Rendszerezésük
A nemet Leonhard Hess Stejneger írta le 1882-ben, az alábbi 2 faj tartozik ide:
- hósármány (Plectrophenax nivalis)
- McKay-sármány (Plectrophenax hyperboreus)